# حادثة مكة 1987
أحداث حج مكة 1407هـ/1987م هي اشتباكات عنيفة وقعت في يوم الجمعة السادس من ذي الحجة 1407هـ الموافق لـ 31 يوليو 1987 في مكة المكرمة أثناء موسم الحج بين مجموعة من الحجاج الشيعة -غالبيتهم إيرانيون- وقوات الأمن السعودية. تباينت ردات الفعل تجاه الأحداث حيث يصفها المتعاطفون مع الجانب السعودي بأعمال الشغب والإرهاب بينما يصف المتعاطفون مع الحجاج الشيعة الأحداث بالمجزرة. منذ 1981، اعتاد الإيرانيون على القيام بتظاهرات سنوية ضد إسرائيل وأمريكا رافعين شعارات الثورة الإسلامية في إيران والدعوة إلى الوحدة الإسلامية والعداء لـ «إسرائيل» في إيران، رافعين صور المسجد الأقصى والمسجد الحرام وصور الخميني . لكن في عام 1987، أغلق طوق من الشرطة السعودية والحرس الوطني جزءا من مسار المظاهرة المخطط له، مما أدى إلى مواجهات بينهم وبين الحجاج. وتصاعدت هذه التصادمات إلى اشتباك عنيف، تلاه تدافع مميت. هناك جدل حول تفاصيل الحادث. وتفيد بعض المصادر بأن عدد القتلى من الحادث كان 402 شخصا: 275 حاجا إيرانيا و85 شرطيا سعوديا و42 حاجا من جنسيات أخرى.

## بدأ الاشتباك
بدأت الأحداث عصر يوم الجمعة عندما قامت تجمعات من الحجاج الإيرانيين بتشكيل مسيرة صاخبة أشاعت الفوضى والاضطراب بين حجاج بيت الله الذين أتوا من مختلف أنحاء العالم الإسلامي وغير الإسلامي ويقدر عددهم بنحو 2.1 مليون حاج.[بحاجة لمصدر]
وقد كان من الطبيعي أن يتدخل المواطنون الذين توقفت مصالحهم والحجاج الذين تعرقلت مقاصدهم في العبادة وأداء المناسك لوقف هذه الأعمال بعد أن تعرقلت الحركة وضاقت الصدور، وجاء هذا التدخل عن طريق التفاهم السلمي مع مقدمة المسيرة، وألحوا عليهم في رجائهم بإفساح الطريق أمام النساء والأطفال المحتجزين في سياراتهم إلا أن الإيرانيين أصروا على مواصلة المسيرة وسط هتافات. وتوجه المتظاهرون إلى بيت الله الحرام وأخذوا يدفعون المواطنين بالقوة والعنف إذ حاولوا مع إخوانهم الحجاج الآخرين الحيلولة دون استمرار المسيرة.[بحاجة لمصدر]
قوات الأمن السعودية التي كانت تراقب الموقف وتتحلى بضبط النفس وتقف على جانبي طريق المسيرة حاولت منع المواطنين وبقية الحجاج من الاصطدام بالإيرانيين المتظاهرين حرصا على سلامتهم ودرءً للشرور، فما كان من المتظاهرين إلا أن هاجموا رجال الأمن بالعصي والمدى والحجارة واعتدوا عليهم، وعندها صدرت الأوامر لسلطات الأمن المختصة بالتصدي للمسيرة فورا ورفضها وإعادة الأمور إلى مجراها الطبيعي.[بحاجة لمصدر]
وأوصدت المسيرة منافذ الطرقات وعرقلت مسالك المرور وحالت دون تمكن المواطنين والحجاج في مكة المكرمة من الانطلاق إلى مصالحهم وشؤونهم كما أفسدت على الطائفين والقائمين عبادتهم في المسجد الحرام. اشتدت حدة الاشتباك لمرحلة العنف بعد تدافع الحجاج الذي أودى بحياة بعضهم. نتج عن الاشتباك مقتل 402 شخصاً: 275 حاجاًّ إيرانياً، 42 حاجاً من جنسيات أخرى، و85 رجل أمن سعودي. تبادل المسؤولون الإيرانيون والسعوديون الاتهامات. حيث اتهمت إيران السعودية بقتل المتظاهرين بإطلاق النار عليهم بينما تنفي الرواية السعودية إطلاق رصاصة واحدة وترجع عدد القتلى إلى تدافع وعنف المتظاهرين. كما أسفرت الأحداث عن إصابة 649 شخصاً: 303 من الإيرانيين، 145 من السعوديين، 201 حاجاً من بلدان أخرى.
يذكر أن عدد من المجهولين في مبنى لموقف السيارات قاموا برمي قطع من الطوب والاسمنت والأعمدة الحديدية على المتظاهرين وقت اصطدامهم بقوات الأمن مما ساعد على تأزيم الموقف. بعد وصول جثث الضحايا الإيرانيين لبلدهم، عرضت السلطات الإيرانية الجثث على وسائل الإعلام التي بينت وجود جروح ناتجة عن أعيرة نارية.

## ما بعد الحادثة
وكانت نتيجة الأحداث قطع الرياض علاقاتها الدبلوماسية مع طهران وتقليل العدد المسموح من الحجاج الإيرانيين من 150,000 إلى 45,000 أما طهران فقامت بمقاطعة الحج في المواسم الثلاث التالية. حتى تجددت العلاقات بين الطرفين في عام 1411هـ/ 1991م بعد اتفاق يسمح للإيرانيين بممارسة فريضة الحج مرة أخرى ووضع حد أقصى للحجاج الإيرانيين يبلغ 115,000 مع السماح لهم بالتظاهر لكن في مكان واحد تخصصه لهم السلطات السعودية. والتزم الطرفان بهذا الاتفاق الذي سمح للحجاج الإيرانيين بممارسة فريضة الحج والتظاهر في المكان المخصص على المدى العقدين التاليين. ومنذ ذلك الحادث لم يقع أي حادث دموي أو خلاف بين الطرفين بخصوص الحجاج الإيرانيين لموسم الحج حتى وقوع حادثة تدافع منى في عام 2015 التي راح ضحيتها أكثر من 2100 حاجاً منهم 465 إيرانياً وسط توترات طائفية تشهدها المنطقة.